# Абдурахманов Іса
Іса Абдурахманов (Іса Абдураман) (5 травня 1937, Євпаторія) — кримськотатарський поет, прозаїк. Заслужений журналіст Республіки Узбекистан. Пише кримськотатарською, узбецькою мовами.

## Біографія
Іса Абдураман народився 5 травня 1937 р. у Кєзльові (м. Євпаторія). 7-річною дитиною він був висланий з сім'єю в Узбекистан. Дитинство Іси пройшло на бавовняних полях. Писав зі шкільної лави, а з 1961 р. його вірші з'являються на сторінках газети «Ленін байрагъы».
Після закінчення факультету узбецької і таджицької філології Самаркандського державного університету в 1967 р. І. Абдурамана запрошують на роботу в газету «Ленін елу», а в 1979 р. його приймають у Союз письменників СРСР.
Його перу належать такі твори як «Гогерджилер»(«Голуби».), «Чыракъ» («Свіча». 1972), «Танъ шавлеси» («Ранкові промені». 1976), «Нал» («Підкова». 1979), «Огълумнынъ кунеши» («Сонце мого сина». 1984), «Юректеки къыртыш»(«Цілина у серці». 1988), ряд гумористичних оповідань, повістей. «Янъы кунь, селям!» («Здраствуй, новий день!») — перша книга поета, видана після повернення до Криму; узбецькою мовою повістей та оповідань «На крилах мрії», «Усмішка Самарканда», «Гарний настрій», «Знайдіть мій біль» та ін.
Проживає у м. Сімферополі.
Перекладав твори Тараса Шевченка на кримськотатарську мову.